# Közép-amerikai törpekuvik
A közép-amerikai törpekuvik (Glaucidium griseiceps) a madarak osztályának a bagolyalakúak (Strigiformes) rendjéhez, a bagolyfélék (Strigidae) családjához tartozó faj.
A magyar név forrással nincs megerősítve.

## Előfordulása
Mexikó, Belize, Costa Rica, Guatemala, Honduras, Nicaragua, Panama, Ecuador, és Kolumbia területén honos.

## Alfajai
- Glaucidium griseiceps griseiceps
- Glaucidium griseiceps occulatum
- Glaucidium griseiceps rarum

## Külső hivatkozás
- Képek az interneten a fajról
- Internet Bird Collection
- Xeno-canto.org - a faj hangja és elterjedési területe